# 跡部昌洋
跡部 昌洋（あとべ まさひろ、1948年12月13日 - ）は、日本の政治家。宮城県黒川郡大衡村村長（5期）、同村議会議員（2期）を歴任した。

## 経歴
- 1948年 - 宮城県黒川郡大衡村にて生まれる[2]。
- 1967年 - 宮城県農業高等学校卒業。農業に従事する。
- 1991年 - 大衡村議に初当選。
- 1996年 - 大衡村長に就任。以後5期連続で当選。
- 2015年3月16日 - 宮城県黒川郡大衡村議会は賛成12、反対1で不信任案を可決する[3]。
- 2015年3月17日 - 不信任案可決を受けて議会を解散する[4]。
- 2015年4月7日 - 記者会見で3月19日に村長を辞職したことに伴う村長選挙への出馬を体調不良のために断念すると発表する[5]。

## 概要
祖父と父親も村長をやっていた政治家一家。
企業の誘致に取り組んでおり、2011年にトヨタ自動車グループの小型車生産会社「セントラル自動車」の本社工場の移転に成功している。

## 公金着服事件
2011年9月に大衡村の水道事業担当の元職員による公金着服事件が発覚。2012年6月に元職員は懲戒免職となり、2013年3月に詐欺などで逮捕、起訴。2013年5月に仙台地裁は、都市整備課主査だった元職員は2011年2〜3月に「給水承認通知書」と「水道加入金等請求書」を偽造して村内にアパートを建設する業者から計約415万円をだまし取った詐欺などの罪で懲役2年、執行猶予4年の判決を言い渡した。
2013年9月に一連の事件で村議3人の告発を受け、2014年9月24日に虚偽有印公文書作成・行使と犯人隠避容疑で跡部村長と村幹部3人が書類送検された。2014年12月15日に不起訴処分となる。現職の首長が同容疑で立件されたのは初めて。
元職員の着服額は400万円を超えると報告を受けていたが、2012年5月28日の村議会全員協議会で金額を90万円程度と答弁。また、着服ではなく事務処理の怠慢とする始末書を作成したとして、2014年12月24日にこれらの不始末を認めて謝罪している。

## セクハラ・パワハラ事件
女性村職員が、跡部村長に性的関係を求められたとして、2015年3月13日に仙台地裁に提訴した。女性職員の主張では、2014年4月以降に跡部村長から計10回以上にわたって性的関係を迫られ、2014年7〜11月にかけてメール約1300通を送られたとしている。人事異動をちらつかせたりされたとして、慰謝料など1000万円の損害賠償を求めている。村長は部下の女性職員に出張先のホテルや村長室などで計十数回性行為を強要し、わいせつな写真も撮影。ハートマークの絵文字を並べたり、「殿」と呼ぶように命じたりするメールを私用だけでなく公用の携帯からも送っていた。女性が指示に従わないと、仕事や人事での不利益をちらつかせるという卑劣さで、女性は自分1人が我慢すればいいと耐え続けていたという。